# علاجات الرنا
علاجات الحمض النووي الريبوزي واختصاراً علاجات الرنا هي فئة جديدة من الأدوية تعتمد على الحمض النووي الريبوزي (RNA). كان البحث حول هذه العلاجات يجري على الاستخدام السريري منذ تسعينيات القرن العشرين، وحققت نجاحاً كبيراً في علاج السرطان في أوائل العقد الأول من القرن الحادي والعشرين. في عامي 2020 و2021، طُوّرت لقاحات الرنا عالميًا لاستخدامها في مكافحة مرض فيروس كورونا (جائحة كوفيد-19). كان لقاح فايزر-بيونتيك كوفيد-19 أول لقاح mRNA اعتمدته هيئة تنظيم الأدوية، يليه لقاح موديرنا كوفيد-19، وغيره.
الأنواع الرئيسية للعلاجات القائمة على الرنا هي تلك القائمة على الرنا الرسول (mRNA)، والرنا المضاد للدلالة (asRNA)، وتدخل الرنا (RNAi)، وأبتامرات الرنا (RNA aptamers). من بين الأنواع الأربعة، يعد العلاج القائم على الرنا الرسول هو النوع الوحيد الذي يعتمد على تحفيز الاصطناع الحيوي للبروتينات داخل الخلايا، مما يجعله مفيدًا بشكل خاص في تطوير اللقاحات. إن الرنا المضاد للدلالة مكمل للرنا الرسول المشفر ( coding mRNA) ويُستخدم لتحفيز تعطيل الرنا الرسول لمنعه من أن يُستخدم في ترجمة البروتين. تستخدم الأنظمة القائمة على تداخل الرنا آلية مماثلة، وتتضمن استخدام كل من الرنا المتداخل الصغير (siRNA) والرنا الميكروي (miRNA) لمنع ترجمة الرنا الرسول و/أو منع تدهوره. ولكن أبتامرات الرنا هي جزيئات من الرنا قصيرة وأحادية الخيط يتم إنتاجها عن طريق التطور الموجه للارتباط بمجموعة متنوعة من الأهداف الجزيئية الحيوية ذات الألفة العالية وبالتالي التأثير على نشاطها الطبيعي في الجسم الحي.
يتم تصنيع الرنا من الدنا المرصاف بواسطة بوليميراز الرنا بالإضافة إلى الرنا الرسول (mRNA) الذي يعمل كجزيء حيوي وسيط بين التعبير عن الدنا وترجمة البروتين. ونظرًا لخصائصه الفريدة (مثل طبيعته أحادية الخيط عادةً ومجموعة OH 2') وقدرته على تبني العديد من الهياكل الثانوية/الثالثية المختلفة، فقد جذب كل من الرنا المشفر وغير المشفر الانتباه في الطب. لقد بدأ البحث في استكشاف إمكانات استخدام الرنا لتحقيق فوائد علاجية، وقد حدثت تحديات فريدة أثناء اكتشاف الأدوية وتنفيذ العلاجات القائمة على الرنا.

## الرنا الرسول (mRNA)
الرنا الرسول هو جزيء رنا أحادي الخيط مكمل لأحد خيوط الدنا لجين ما. ينقل جزيء الرنا الرسول جزءًا من شفرة الدنا إلى أجزاء أخرى من الخلية لصنع البروتينات. تحتاج علاجات الدنا إلى الوصول إلى النواة ليتم نسخها إلى الرنا، وتعتمد وظيفتها على تحلل الغلاف النووي أثناء انقسام الخلية. ولكن لا تحتاج علاجات الرنا الرسول إلى الدخول إلى النواة لتكون وظيفية حيث سيتم ترجمتها على الفور بمجرد وصولها إلى السيتوبلازم. علاوة على ذلك، على عكس البلازميدات والناقلات الفيروسية، لا تندمج جزيئات الرنا الرسول مع الجينوم وبالتالي لا تتعرض لخطر الطفرات الإدراجية، مما يجعلها مناسبة للاستخدام في لقاحات السرطان والعلاج المناعي للأورام والوقاية من الأمراض المعدية.

### الاكتشاف والتطوير
في عام 1953، أفاد ألفريد داي هيرشي أنه بعد فترة وجيزة من الإصابة بالعاثيات، أنتجت البكتيريا شكلاً من أشكال الرنا بمستوى عالٍ وكان هذا الرنا يتحلل بسرعة أيضًا. ولكن كان أول مؤشر واضح على الرنا الرسول من عمل إليوت فولكين ولازاروس أستراشان في عام 1956 عن طريق إصابة الإشريكية القولونية بعاثيات T2 ووضعها في وسط يحتوي على 32P. لقد اكتشفوا أن تخليق البروتين في الإشريكية القولونية توقف وتم تخليق بروتينات العاثيات. ثم في مايو 1961، أعلن الباحثون المتعاونون معهم سيدني برينر وفرانسوا جاكوب وجيم واتسون عن عزل الرنا الرسول. لعدة عقود بعد اكتشاف الرنا الرسول، ركز الناس على فهم الجوانب البنيوية والوظيفية ومسار التمثيل الغذائي لـه. ومع ذلك، في عام 1990، أظهر جون أ. وولف فكرة الأدوية المشفرة بالأحماض النووية عن طريق الحقن المباشر ل الرنا الرسول المنقول في المختبر (IVT) أو الدنا البلازميدي (pDNA) في العضلات الهيكلية للفئران التي تعبر عن البروتين المشفر في العضلات المحقونة.
بمجرد وصول الرنا الرسول المنقول في المختبر إلى السيتوبلازم، يتم ترجمة الرنا الرسول على الفور. وبالتالي، لا يحتاج إلى دخول النواة ليكون وظيفيًا. كما أنه لا يتكامل مع الجينوم وبالتالي لا يحمل خطر الطفرات الإدراجية. علاوة على ذلك، فإن الرنا الرسول المنقول في المختبر نشط بشكل مؤقت فقط ويتحلل تمامًا عبر المسارات الأيضية الفسيولوجية. وبسبب هذه الأسباب، خضع الرنا الرسول المنقول في المختبر لفحص سريري مكثف.

### الآليات
يتم إجراء النسخ المختبري (IVT) على بلازميد الدنا المرصاف الخطي والذي يحتوي على تسلسل التشفير المستهدف. بعد ذلك، سيتم توصيل الرنا الرسول العاري أو الرنا الرسول المعقد في جسيم نانوي بشكل منهجي أو موضعي. بعد ذلك، سيخضع جزء من الرنا الرسول العاري الخارجي أو الرنا الرسول المعقد لآليات خاصة بالخلية. بمجرد دخوله إلى السيتوبلازم، يتم ترجمة الرنا الرسول IVT بواسطة آلية تخليق البروتين.
هناك مستشعران معروفان للـ الرنا، مستقبلات شبيهة بالتول (TLRs) وعائلة مستقبلات شبيهة بـ RIG-I. توجد مستقبلات TLRs في الحيز الداخلي للخلايا، مثل الخلايا التغصنية والبلعميات. عائلة RIG-I هي مستقبل التعرف على الأنماط (PRR). ومع ذلك، لا تزال آليات الاستجابة المناعية وعملية التعرف على لقاح الرنا الرسول بواسطة المستشعرات الخلوية وآلية تنشيط المستشعر غير واضحة.

### التطبيقات
العلاج المناعي للسرطان
في عام 1995، أثبت روبرت كونري أن الحقن العضلي لـ الرنا العاري المشفر لمستضد سرطاني مضغي أثار استجابات الأجسام المضادة الخاصة بالمستضد. ثم تم توضيح ذلك من خلال إثبات أن الخلايا المتغصنة (DCs) المعرضة لـ الرنا الرسول المشفر لمستضدات محددة أو لـ الرنا الرسول الكلي المستخرج من الخلايا السرطانية والمُحقن في الفئران الحاملة للورم تسبب استجابات مناعية للخلايا التائية وتمنع نمو الأورام. ثم بدأ الباحثون في التعامل مع الخلايا المتغصنة المحولة بـ mRNA باستخدام لقاحات تعتمد على الخلايا المتغصنة المحولة بـ mRNA IVT خارج الجسم الحي. وفي الوقت نفسه، بدأت شركة Argos Therapeutics تجربة سريرية من المرحلة الثالثة باستخدام الخلايا المتغصنة المصابة بسرطان الخلايا الكلوية المتقدم في عام 2015 (NCT01582672) ولكن تم إنهاؤها بسبب عدم فعاليتها.
لمزيد من التطبيق، تم تحسين IVT mRNA للانتقالات في الموقع للخلايا المتغصنة في الجسم الحي. وقد أدى ذلك إلى تحسين كفاءة الترجمة واستقرار IVT mRNA وتعزيز عرض المستضد المشفر بواسطة الرنا الرسول على جزيئات MHC من الفئتين الأولى والثانية. ثم اكتشفوا أن الحقن المباشر لـ IVT mRNA العاري في العقد الليمفاوية كان الطريقة الأكثر فعالية لتحفيز استجابات الخلايا التائية. بناءً على هذا الاكتشاف، بدأ أول اختبار على البشر لحقن IVT mRNA العاري المشفر لمستضدات السرطان بواسطة بيوأنتك مع مرضى الورم الميلانيني (NCT01684241).
مؤخرًا، اخترعت شركة RXi Pharmaceuticals ومعهد كارولينسكا العلاج المناعي الجديد للسرطان، والذي يجمع بين الرنا ذاتي التوصيل (sd-rxRNA) وعلاج نقل الخلايا بالتبني (ACT). في هذا العلاج، قام sd-rxRNA بالقضاء على التعبير عن مستقبلات وبروتينات مثبطة للمناعة في الخلايا المناعية العلاجية، وبالتالي فقد حسّن قدرة الخلايا المناعية على تدمير الخلايا السرطانية. بعد ذلك، ساعد sd-rxRNA المستهدف من PD-1 في زيادة النشاط المضاد للأورام للخلايا الليمفاوية المرتشحة إلى الورم (TIL) ضد خلايا الورم الميلانيني. بناءً على هذه الفكرة، تم اختبار mRNA-4157 واجتاز المرحلة الأولى من التجارب السريرية.
يمكن لمسارات استشعار الأحماض النووية السيتوزولية أن تعزز الاستجابة المناعية للسرطان. ناهض RIG-I، RNA حلقة الجذع (SLR) 14. تأخر نمو الورم بشكل كبير وأطال فترة البقاء على قيد الحياة لدى الفئران. حسن SLR14 فعالية الأجسام المضادة لـ PD1 المضادة للأورام مقارنة بالعلاج بعامل واحد. تم امتصاص SLR14 بواسطة الخلايا النخاعية CD11b+ في بيئة الورم. تم رفع مستوى تنظيم الجينات المرتبطة بالدفاع المناعي بشكل كبير، جنبًا إلى جنب مع زيادة الخلايا التائية CD8+، والخلايا القاتلة الطبيعية، والخلايا CD11b+. قام SLR14 بتثبيط نمو الورم B16 غير المناعي، مما ترك ذاكرة مناعية.

### اللقاحات
في عام 1993، تم الإبلاغ عن أول نجاح للقاح الرنا الرسول في الفئران، باستخدام IVT mRNA المغلف بالليبوزوم والذي يشفر البروتين النووي للإنفلونزا الذي يحفز الخلايا التائية الخاصة بالفيروس. بعد ذلك، تم صياغة IVT mRNA باستخدام جسيمات نانوية دهنية اصطناعية وحفزت استجابات الأجسام المضادة الواقية ضد الفيروس المخلوي التنفسي (RSV) وفيروس الإنفلونزا في الفئران.
هناك عدد قليل من الأنواع المختلفة لتطوير لقاح قائم على IVT mRNA للأمراض المعدية. أحد الأنواع الناجحة هو استخدام IVT mRNA المضخم ذاتيًا والذي يحتوي على تسلسلات من فيروسات الرنا موجبة الخيط. تم تطويره في الأصل لفيروس الفلافوفيروس وكان قابلاً للتطبيق بالحقن الأدمي. إحدى الطرق الأخرى هي حقن لقاح مكون من مكونين يحتوي على مادة مساعدة من mRNA وIVT mRNA العاري الذي يشفر مستضد الهيماجلوتينين الإنفلونزا فقط أو بالاشتراك مع النورامينيداز الذي يشفر IVT mRNA.
على سبيل المثال، لعلاج فيروس نقص المناعة البشرية، تستخدم اللقاحات الخلايا المتغصنة المحولة بـ IVT mRNA الذي يشفر بروتينات فيروس نقص المناعة البشرية. هناك عدد قليل من التجارب السريرية من المرحلتين الأولى والثانية باستخدام تركيبات ترميز IVT mRNA وتظهر أنه يمكن تحفيز استجابات الخلايا التائية CD8+ وCD4+ الخاصة بالمستضد. ومع ذلك، لم يتم ملاحظة أي تأثيرات مضادة للفيروسات في التجربة السريرية.
أحد لقاحات الرنا الرسول الأخرى هو لـ COVID-19. تفشى فيروس كورونا المسبب لمتلازمة الجهاز التنفسي الحادة الوخيمة 2 (سارس-كوف-2) في ديسمبر 2019 وانتشر في جميع أنحاء العالم، مما تسبب في جائحة من أمراض الجهاز التنفسي التي يطلق عليها مرض فيروس كورونا 2019 (كوفيد-19). لقاح موديرنا كوفيد-19، الذي تصنعه موديرنا منذ عام 2020، هو لقاح مغلف بجسيمات نانوية دهنية (LNP) يعتمد على mRNA يشفر مستضد سبايك (S)-2P كامل الطول ومستقر قبل الاندماج لفيروس سارس-كوف-2 مع مرساة عبر الغشاء.

### مضاد للفيروسات
في عام 2021، تم الإبلاغ عن أن SLR14 يمنع العدوى في الجهاز التنفسي السفلي والمرض الشديد بطريقة تعتمد على الإنترفيرون من النوع الأول (IFN-I) في الفئران. عانت الفئران المصابة بنقص المناعة والمصابة بعدوى مزمنة بفيروس سارس-كوف-2 من مناعة فطرية شبه معقمة دون مساعدة من الجهاز المناعي التكيفي.

### تجديد الأنسجة
وجدت دراسة أجريت عام 2022 من قبل باحثين من مايو كلينيك وجامعة ماستريخت وإيثريس جي إم بي إتش، وهي شركة تكنولوجيا حيوية تركز على علاجات الرنا، أن الرنا المرسال المعدل كيميائيًا والذي يشفر BMP-2 يعزز الشفاء المعتمد على الجرعة لقطع العظام الفخذية لدى ذكور الفئران. تم تجميع جزيئات الرنا الرسول داخل جزيئات ليبيدية غير فيروسية، وتحميلها على الإسفنج، وزرعها جراحيًا في عيوب العظام. ظلت موضعية حول موقع التطبيق. وبالمقارنة مع تلقي rhBMP-2 مباشرة، أظهرت الأنسجة العظمية المتجددة بعد علاج mRNA قوة فائقة وتكوين أقل للثفن الضخم.

### المحدودية
هناك العديد من التحديات للترجمة الناجحة لـ الرنا الرسول إلى الأدوية لأن الرنا الرسول هو جزيء كبير وثقيل جدًا (10 ^ 5 ~ 10 ^ 6 دالتون). علاوة على ذلك، فإن الرنا الرسول غير مستقر ويتحلل بسهولة بواسطة النوكليازات، كما أنه ينشط الجهاز المناعي. علاوة على ذلك، فإن الرنا الرسول له كثافة شحنة سالبة عالية ويقلل من نفاذية الرنا الرسول عبر الأغشية الخلوية. وبسبب هذه الأسباب، بدون نظام التوصيل المناسب، يتحلل الرنا الرسول بسهولة ويبلغ عمر النصف لـ الرنا الرسول بدون نظام توصيل حوالي 7 ساعات فقط. على الرغم من أنه يمكن التغلب على بعض درجات التحديات من خلال التعديلات الكيميائية، إلا أن توصيل الرنا الرسول لا يزال يشكل عقبة. الأساليب التي تم البحث عنها لتحسين نظام توصيل الرنا الرسول هي استخدام الحقن المكروي، وبقع الرما (الرنا الرسول محمل بإبرة دقيقة قابلة للذوبان)، ومدفع جيني، وتكثيف البروتامين، ومواد مساعدة للرنا، وتغليف الرنا الرسول في الجسيمات النانوية باليبيدات.
على الرغم من أن الرنا الرسول المترجم في المختبر (IVT) باستخدام عوامل التوصيل أظهر مقاومة محسنة ضد التحلل، إلا أنه يحتاج إلى المزيد من الدراسات حول كيفية تحسين كفاءة توصيل الرنا الرسول العاري في الجسم الحي.

## الرنا المضاد للدلالة (asRNA)
الرنا المضاد للدلالة هو الرنا غير المشفر أحادي الخيط الذي يكمل تسلسل شفرة الرنا الرسول. وهو يثبط قدرة الرنا الرسول على الترجمة إلى بروتينات. يتم إنتاج نسخ قصيرة من الرنا المضاد للدلالة داخل النواة من خلال عمل إنزيم دايسر، الذي يقسم أسلاف الحمض النووي الريبوزي ثنائي الخيط إلى أنواع من الرنا بطول 21 إلى 26 نوكليوتيدًا.
هناك استراتيجية اكتشاف تعتمد على الرنا المضاد للدلالة، وأساس منطقي وتصميم لتجارب الفحص، وتطبيق مثل هذه التجارب لفحص مستخلصات المنتجات الطبيعية واكتشاف مثبطات إنزيم تكثيف الأحماض الدهنية. يستخدم الرنا المضاد للدلالة لعلاج السرطان وتثبيط النقائل والناقلات لعزل الرنا المضاد للدلالة. وخاصة الرنا الميكروي (miRs) 15 و16 للمريض الذي يحتاج إلى العلاج لتشخيص السرطان والوقاية منه. تعتمد الأدوية المضادة للدلالة على حقيقة أن الرنا المضاد للدلالة يختلط مع الرنا الرسول ويعطله. هذه الأدوية عبارة عن تسلسلات قصيرة من الرنا التي ترتبط بالرنا الرسول وتمنع جينًا معينًا من إنتاج البروتين الذي يشفره. يتم تطوير الأدوية المضادة للدلالة لعلاج سرطان الرئة والسكري وأمراض مثل التهاب المفاصل والربو مع مكون التهابي رئيسي. يُظهر أن انخفاض التعبير عن الرنا المضاد للدلالة MLLT4 1 (MLLT4‑AS1) هو مؤشر حيوي محتمل ومؤشر لتشخيص ضعيف لسرطان المعدة. حتى الآن، تم استكشاف تطبيقات الرنا المضاد للدلالة في علاجات الفيروسات ومضادات السرطان وفي تنظيم التعبير عن الجينات ذات الصلة في النباتات والكائنات الحية الدقيقة.
تم استخدام النواقل غير الفيروسية والنواقل الفيروسية والليبوزومات لتوصيل الرنا المضاد للدلالة من خلال غشاء الخلية إلى السيتوبلازم والنواة.[بحاجة لمصدر]وقد وجد أن التوصيل القائم على النواقل الفيروسية هو الأكثر فائدة بين أنظمة التوصيل المختلفة لأنه يتمتع بفعالية عالية في النقل. ومع ذلك، من الصعب توصيل الرنا المضاد للدلالة فقط إلى المواقع المستهدفة. أيضًا، نظرًا لحجم وقضايا استقرار الرنا المضاد للدلالة، فهناك بعض القيود على استخدامه. لتحسين قضايا التوصيل، تمت دراسة التعديلات الكيميائية وتصميمات الأوليجونوكليوتيدات الجديدة لتعزيز توزيع الدواء والآثار الجانبية والتحمل.

## تدخل الرنا (RNAi)
الرنا المتداخل هو فئة من الرنا القصير غير المشفر الذي يعمل على كظم التعبير الجيني أثناء الترجمة أو بعد الترجمة. وقد أدى اكتشافه وتحديده لاحقًا باعتباره مؤثرًا رئيسيًا في تنظيم الجينات بعد النسخ إلى جعل الحمض النووي الريبوزي المتداخل الصغير (siRNA) والحمض النووي الريبوزي الميكروي (miRNA) علاجات محتملة للأمراض الجهازية. تم اكتشاف نظام RNAi في الأصل عام 1990 بواسطة Jorgensen وآخرين، الذين كانوا يقومون بأبحاث تتضمن إدخال جينات التلوين إلى البتونيا، ويُعتقد أن هذا النظام تم تطويره في الأصل كوسيلة للمناعة الفطرية ضد فيروسات الحمض النووي الريبوزي مزدوج الخيط.

### الرنا المتداخل الصغير
الرنا المتداخل الصغير (siRNA) عبارة عن قطع قصيرة من الرنا مزدوج الخيط، يتكون من 19-23 زوج قاعدة (مع وجود نتوء 3' من نوكليوتيدتين)، تشارك في مركب الإسكات المستحث بالرنا (RISC) لإسكات الجين. على وجه التحديد، يرتبط siRNA بمركب RISC حيث يتم فكه بواسطة تحلل ATP. ثم يتم استخدامه كدليل بواسطة الإنزيم "Slicer" لاستهداف mRNAs لكي تتحلل بناءً على الأزواج القاعدية التكميلية مع الرنا الرسول المستهدف. كعلاج، يمكن توصيل siRNA محليًا، من خلال العين أو الأنف، لعلاج أمراض مختلفة. يستفيد التوصيل المحلي من التركيب البسيط وتوصيل الدواء والتوافر البيولوجي العالي للدواء. التوصيل الجهازي ضروري لاستهداف السرطانات والأمراض الأخرى. يعد استهداف siRNA عند توصيله موضعيًا أحد التحديات الرئيسية في علاجات siRNA في حين أنه من الممكن استخدام الحقن الوريدي لتوصيل علاجات siRNA، فقد أثيرت مخاوف بشأن الأحجام الكبيرة المستخدمة في الحقن، حيث يجب أن تكون غالبًا ~20-30٪ من إجمالي حجم الدم. تشمل طرق التوصيل الأخرى تغليف الليبوزوم، والاقتران بالببتيدات المنفذة للغشاء، والكهرباء المباشرة للأنسجة / الأعضاء. بالإضافة إلى ذلك، وجد أن siRNAs الخارجية لا تدوم سوى بضعة أيام (بضعة أسابيع على الأكثر في الخلايا غير المنقسمة) في الجسم الحي. إذا كان siRNA قادرًا على الوصول إلى هدفه بنجاح، فإنه يمتلك القدرة على تنظيم التعبير الجيني علاجيًا من خلال قدرته على الاقتران القاعدي بأهداف mRNA وتعزيز تحللها من خلال نظام RISC حاليًا، يخضع العلاج القائم على siRNA للتجربة السريرية من المرحلة الأولى لعلاج التنكس البقعي المرتبط بالعمر، على الرغم من أنه يتم استكشافه أيضًا لاستخدامه في علاج السرطان. على سبيل المثال، يمكن استخدام siRNA لاستهداف mRNAs التي تشفر البروتينات التي تعزز نمو الورم مثل مستقبل VEGF وإنزيم التيلوميراز.

مخطط يوضح آلية تنظيم جينات siRNA وmiRNA في الجسم الحي.

### الرنا الميكروي
الرنا الميكري (miRNA) عبارة عن أوليجونوكليوتيدات قصيرة يبلغ طولها حوالي 19-23 زوجًا قاعديًا تشارك في مركب الإسكات المستحث بالرنا الميكروي. على وجه التحديد، بمجرد تحميله على إنزيم ARGONAUTE، يعمل الرنا الميكروي مع الرنا الرسول لكظم الترجمة وزعزعة استقرار الرنا الرسول بعد الترجمة. في حين أنها متشابهة وظيفيًا مع الرنا المتداخل الصغير (siRNA)، إلا أن الرنا الميكروي لا يتتطلب اقترانًا قاعديًا مكثفًا لإسكات الرنا الرسول (يمكن أن يتتطلب ما لا يقل عن سبعة أزواج قاعدية مع الهدف)، مما يسمح له بالتأثير على نطاق واسع على مجموعة أوسع من أهداف الرنا الميكروي. في الخلية، يستخدم الرنا الميكروي التفاعلات التبديلية والضبطية والمحايدة لتنظيم كظم الجينات بدقة. كعلاج، يمتلك الرنا الميكروي القدرة على التأثير على المسارات الكيميائية الحيوية في جميع أنحاء الكائن الحي.
مع أكثر من 400 رنا ميكروي تم التعرف عليها في البشر، فإن تمييز جينهم المستهدف للكظم هو التحدي الأول. تم بناء قواعد بيانات متعددة، على سبيل المثال TargetScan، باستخدام مطابقة بذور الرنا الميكروي. تساعد الاختبارات المختبرية في تحديد التأثيرات الظاهرية لـ miRNAs، ولكن بسبب الطبيعة المعقدة لتنظيم الجينات، لا يكون لجميع miRNAs المحددة التأثير المتوقع. بالإضافة إلى ذلك، تم العثور على العديد من miRNAs تعمل إما ككاظمات للورم أو كجينات ورمية في الجسم الحي، مثل الجين الورمي miR-155 وmiR-17-92.
في التجارب السريرية، يستخدم الرنا المكروي بشكل شائع كواسمات حيوية لمجموعة متنوعة من الأمراض، مما قد يوفر تشخيصًا مبكرًا بالإضافة إلى تقدم المرض ومرحلته والروابط الجينية. تختبر تجارب المرحلتين 1 و2 حاليًا محاكيات الرنا الميكروي (للتعبير عن الجينات) وmiRNA (لكظم الجينات) في المرضى المصابين بالسرطان وأمراض أخرى. على وجه الخصوص، تُستخدم miRNAs المقلدة لإدخال miRNAs التي تعمل ككاظمات للأورام في الأنسجة السرطانية، بينما تُستخدم مناهضات miRNAs لاستهداف الجينات الورمية miRNAs لمنع نشاطها المعزز للسرطان. تُستخدم miRNAs العلاجية أيضًا بالإضافة إلى العلاجات الشائعة (مثل علاجات السرطان) المعروفة بالإفراط في التعبير عن مستويات الرنا الميكروي أو زعزعة استقرارها لدى المريض. ومن الأمثلة على علاج الرنا الميكروي المقلد الذي أثبت فعاليته في إعاقة نمو ورم سرطان الرئة في دراسات الفئران miR-34a.
أحد الجوانب المثيرة للقلق في العلاجات القائمة على miRNA هو إمكانية تأثير الرنا الميكروي الخارجي على آليات إسكات الرنا الميكروي داخل الخلايا الطبيعية للجسم، وبالتالي التأثير على المسارات الكيميائية الحيوية الخلوية الطبيعية. ومع ذلك، أشارت الدراسات في الجسم الحي إلى أن miRNAs لا تظهر أي تأثير يذكر في الأنسجة/الأعضاء غير المستهدفة.

### العلاجات المعتمدة باستخدام تدخل الرنا[79]
باتيسيران (patisiran)
جيفوسيران (Givosiran)
لوماسيران (lumasiran)
إنكليسيران(inclisiran)

## أبتامرات الرنا (RNA aptamers)

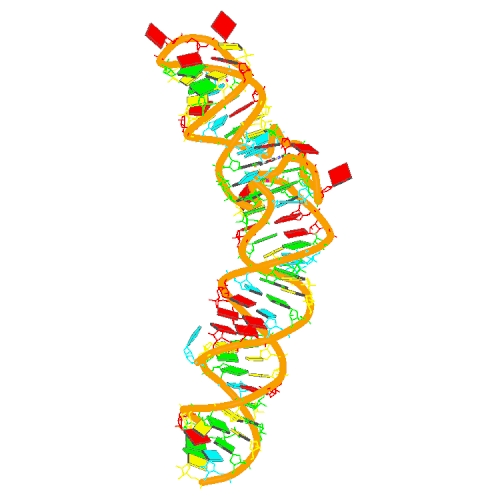
تم إنشاء أبتامر الرنا المعروف باسم "Spinach" كأداة تصوير فلوري في الجسم الحي. يعتمد نشاطه الفلوري على الارتباط بـ 3,5-difluoro-4-hydroxybenzylidene imidazolidinone (DFHBI).[
تم إنشاء أبتامر الرنا المعروف باسم "Spinach" كأداة تصوير فلوري في الجسم الحي. يعتمد نشاطه الفلوري على الارتباط بـ 3,5-difluoro-4-hydroxybenzylidene imidazolidinone (DFHBI).

بشكل عام، الأبتامرات هي جزيئات صغيرة تتكون إما من الدنا أحادي الخيط أو الرنا وعادة ما تكون بطول 20-100 نوكليوتيد،أو حوالي 3-60 كيلو دالتون. وبسبب طبيعتها الأحادية الخيط، فإن الأبتامرات قادرة على تكوين العديد من الهياكل الثانوية، بما في ذلك العقد الكاذبة والحلقات الجذعية والنتوءات (Bulges)، من خلال تفاعلات اقتران القواعد داخل الخيط. إن مجموعات الهياكل الثانوية الموجودة في الأبتامرات تمنحها بنية ثالثية معينة والتي بدورها تملي الهدف المحدد الذي سيرتبط به الأبتامرات بشكل انتقائي. وبسبب قدرة الأبتامرات على الارتباط الانتقائي، فهي تعتبر جزيءًا حيويًا واعدًا للاستخدام في المستحضرات الصيدلانية.بالإضافة إلى ذلك، تظهر الأبتامرات ارتباطًا وثيقًا بالأهداف، مع ثوابت انحلال غالبًا في نطاق بيكو مول إلى نانو مول. بالإضافة إلى قدرتها القوية على الارتباط، فإن الأبتامرات ذات قيمة أيضًا لأنها يمكن استخدامها على أهداف غير قادرة على الارتباط بالببتيدات الصغيرة الناتجة عن عرض العاثية/الآكلة (Phage display) أو الأجسام المضادة، وهي قادرة على التمييز بين التصاوغات الشكلية واستبدالات الأحماض الأمينية. أيضًا، نظرًا لأن الأبتامرات تعتمد على الأحماض النووية، فيمكن تصنيعها مباشرة، مما يلغي الحاجة إلى التعبير والاستخراج القائم على الخلايا كما هو الحال في إنتاج الأجسام المضادة. أبتامرات الرنا على وجه الخصوص قادرة على إنتاج عدد لا يحصى من الهياكل المختلفة، مما يؤدي إلى تكهنات بأنها أكثر تمييزًا في تقاربها مع الهدف مقارنة بأبتامرات الدنا.

### الاكتشاف والتطوير
تم اكتشاف الأبتامر في الأصل عام 1990 عندما استخدم لاري جولد وكريج تويرك طريقة التطور الموجه المعروفة باسم تطور منظومي للربائط بواسطة الاغناء المطرد(SELEX) لعزل جزيء رنا صغير أحادي الخيط قادر على الارتباط ببوليميراز الحمض النووي البكتيريوفاج T4. بالإضافة إلى ذلك، تم صياغة مصطلح "أبتامر" بواسطة أندرو إلينجتون، الذي عمل مع جاك زوستاك لاختيار أبتامر الرنا قادر على الارتباط الوثيق بجزيئات صبغية عضوية معينة. المصطلح نفسه عبارة عن تكتل من الكلمة اللاتينية "aptus" أو "الملاءمة" والكلمة اليونانية "meros" أو "الجزء". 
أبتامر الرنا ليست "مخلوقة" بقدر ما هي "مختارة". لتطوير أبتامر الرنا قادر على الارتباط الانتقائي بهدف جزيئي، يتم استخدام طريقة تُعرف التطور المنظومي للربائط بواسطة الاغناء المطرد (SELEX) لعزل أبتامر الرنا فريد من مجموعة من ~10 ^ 13 إلى 10 ^ 16 أبتامر مختلف، والمعروفة أيضًا باسم المكتبة. ثم يتم تحضين مكتبة أوليجونوكليوتيدات الأبتامر المحتملة مع نوع غير مستهدف لإزالة الأبتامر التي تظهر ارتباطًا غير محدد. بعد الإزالة اللاحقة للأبتامر غير المحدد، يتم تعريض أعضاء المكتبة المتبقين للهدف المطلوب، والذي يمكن أن يكون بروتينًا أو ببتيدًا أو نوعًا من الخلايا أو حتى عضوًا (في حالة SELEX المستند إلى الحيوانات الحية). ومن هناك، يتم نسخ أبتامر الرنا التي كانت مرتبطة بالهدف إلى cDNA والذي يتم بعد ذلك يتم تضخيمها من خلال تفاعل البوليميراز المتسلسل، ثم يتم إعادة نسخ منتجات تفاعل البوليميراز المتسلسل إلى الرنا. ثم يتم استخدام نسخ الرنا الجديدة هذه لتكرار دورة الاختيار عدة مرات، وبالتالي إنتاج مجموعة متجانسة من أبتامرات الرنا القادرة على الارتباط بالهدف عالي التحديد والألفة.

### أمثلة
يمكن تصميم أبتامرات الرنا لتعمل كمناهضات أو ناهضات أو ما يسمى "أبتامرات الرنا الخداعية". في حالة المناهضات، يتم استخدام أبتامر الرنا إما لمنع ارتباط بروتين معين بمستقبل غشاء الخلية أو لمنع البروتين من أداء نشاطه عن طريق الارتباط بهدف البروتين. حاليًا، تعمل العلاجات الوحيدة القائمة على أبتامر الرنا التي تقدمت إلى التجارب السريرية كمناهضات. عندما يتم تصميم أبتامر الرنا لتعمل كناهضات، فإنها تعزز تنشيط الخلايا المناعية كجزيء تحفيزي مشارك، وبالتالي تساعد في تعبئة نظام الدفاع الخاص بالجسم. بالنسبة لأبتامرات الرنا الخداعية، يكون أبتامر الرنا الاصطناعي يشبه جزيء الرنا الأصلي. وعلى هذا النحو، ترتبط البروتينات التي ترتبط بهدف الرنا الأصلي بدلاً من ذلك بالرنا الأبتامر، والذي قد يتداخل مع المسار الجزيئي الحيوي لمرض معين. بالإضافة إلى فائدتها كعوامل علاجية مباشرة، يتم أيضًا النظر في أبتامر الرنا لأدوار علاجية أخرى. على سبيل المثال، من خلال ربط أبتامر الرنا بمركب دوائي، يمكن أن يعمل أبتامر الرنا كنظام توصيل مستهدف لهذا الدواء. تُعرف هذه أبتامر الرنا باسم ApDCs. بالإضافة إلى ذلك، من خلال الاقتران بالنظائر المشعة أو جزيء الصبغة الفلورية، قد تكون أبتامرات الرنا مفيدة في التصوير التشخيصي.
بسبب عملية SELEX المستخدمة لاختيار أبتامر الرنا، يمكن إنشاء أبتامر الرنا للعديد من الأهداف المحتملة. من خلال إدخال أبتامر الرنا مباشرة إلى الهدف أثناء SELEX، يمكن إنتاج مجموعة متجانسة للغاية من أبتامر الرنا عالية الألفة. على هذا النحو، يمكن جعل أبتميرات الرنا تستهدف الببتيدات الصغيرة والبروتينات، وكذلك شظايا الخلايا والخلايا الكاملة وحتى الأنسجة المحددة. تشمل أمثلة الأهداف الجزيئية لأبتميرات الرنا والأهداف المحتملة عامل النمو البطاني الوعائي، البانيات العظمية، وربيطة كيموكين C-X-C 12 (CXCL2) 

التركيب الكيميائي لجزيء الرنا المعروف باسم Pegaptanib، وهو علاج للتنكس البقعي المرتبط بالعمر.

من أمثلة علاج أبتامر الرنا عقار بيجابتانيب (المعروف أيضًا باسم ماكوجين ®)، وهو علاج أبتامر الرنا الوحيد الذي تعتمده إدارة الغذاء والدواء الأمريكية؛ إذ وافقت عليه في الأصل في عام 2004 لعلاج التنكس البقعي المرتبط بالعمر. بيجابتانيب هو أبتامر الرنا المكون من 28 نوكليوتيدًا ويعمل كمناهض لعامل نمو بطانة الأوعية الدموية. ومع ذلك، فهو ليس بنفس فعالية العلاجات القائمة على الأجسام المضادة مثل بيفاسيزوماب ورانيبيزوماب.مثال آخر على علاج أبتامر الرنا هو NOX-A12، وهو أبتامر الرنا المكون من 45 نوكليوتيدًا والذي يخضع للتجارب السريرية لعلاج سرطان الدم الليمفاوي المزمن وسرطان البنكرياس، بالإضافة إلى أنواع أخرى من السرطان. يعمل NOX-A12 كمناهض لـ CXCL12/SDF-1، وهو كيموكين يشارك في نمو الورم.

### المحدودية
في حين أن الانتقائية العالية والارتباط الوثيق لأبتامرات الرنا قد ولَّدا اهتمامًا باستخدامها كمستحضرات صيدلانية، إلا أن هناك العديد من المشاكل التي منعتها من النجاح في الجسم الحي. أولاً، بدون تعديلات، تتحلل أبتامرات الرنا بعد إدخالها إلى الجسم بواسطة النوكليازات في غضون بضع دقائق. أيضًا، نظرًا لصغر حجمها، يمكن إزالة أبتامرات الرنا من مجرى الدم بواسطة الجهاز الكلوي. وبسبب شحنتها السالبة، من المعروف أن أبتامرات الرنا ترتبط بالبروتينات في مجرى الدم، مما يؤدي إلى توصيلها إلى الأنسجة غير المستهدفة والسمية. يجب أيضًا توخي الحذر عند عزل أبتميرات الرنا، حيث أن الأبتميرات التي تحتوي على تسلسلات متكررة من السيتوزين والفوسفات والجوانين (CpG) ستتسبب في تنشيط الجهاز المناعي من خلال مسار المستقبلات الشبيهة بالتول.  
لمكافحة بعض القيود الحيوية لأبتميرات الرنا، يمكن إضافة تعديلات مختلفة إلى النوكليوتيدات للمساعدة في فعالية الأبتمير. على سبيل المثال، يمكن ربط جزء من البولي إيثيلين جليكول (PEG) لزيادة حجم الأبتمير، وبالتالي منع إزالته من مجرى الدم بواسطة الكبيبة الكلوية. ومع ذلك، فقد ثبت أن PEG يتدخل في تفاعلات الحساسية أثناء الاختبار الحيوي. علاوة على ذلك، يمكن إضافة تعديلات لمنع تحلل النوكلياز، مثل مجموعة الفلورو أو الأمينو 2' بالإضافة إلى الثيميدين المقلوب 3'. بالإضافة إلى ذلك، يمكن تصنيع الأبتامر بحيث يكون سكر الريبوز في شكل L بدلاً من شكل D، مما يمنع التعرف على النوكلياز. تُعرف هذه الأبتامر باسم شبيغلمر (Spiegelmers). ولمنع تنشيط مسار المستقبلات الشبيهة بالتول، يمكن ميثلة قواعد النوكليوتيدات السيتوزينية داخل الأبتامر. ومع ذلك، وعلى الرغم من هذه الحلول المحتملة لتقليل الفعالية في الجسم الحي، فمن الممكن أن يؤدي تعديل الأبتامر كيميائيًا إلى إضعاف تقارب ارتباطه بهدفه. 

## وصلات خارجية
- RNA therapeutics on the rise, Nature (April 2020)
- RNA-based therapeutics: an overview and prospectus
- RNA therapy: rich history, various applications and unlimited future prospects